# Potez HO 2
Le Potez HO 2 est un hydravion biplan monomoteur français conçu en 1924.

## Historique
Le Potez HO 2  est construit par la société des Aéroplanes Henry Potez à Levallois.
Il s'agit d'un Potez XV auquel est adjoint une paire de flotteurs, dessinés par Edmond Astruc. Les ailes sont agrandies et transformées par l'ajout de deux paires de haubans et un mécanisme de repli. La dérive est modifiée ainsi que le capot du moteur, pour en améliorer l'aérodynamique. La masse à vide et en charge est augmentée.
Le prototype vole en 1924 puis est confié à la marine en 1925, pour laquelle il effectue divers essais. Il n'est pas construit en série mais l'État français l'achète. L'avion est basé à Saint-Raphael, pour l'entraînement et divers essais. On perd sa trace après 1926.

## Utilisateurs

### France
- Utilisateur : Potez, prototype.
- Utilisateur : Marine française, CEPA, Fréjus-Saint-Raphael.